# Mourmelon-le-Petit

Mourmelon-le-Petit este o comună în departamentul Marne, Franța. În 2009 avea o populație de 763 de locuitori.